# 小提琴协奏曲 (柴可夫斯基)
D大调小提琴协奏曲（Op.35; TH 59; ČW 54）是唯一一部柴可夫斯基爲小提琴創作的协奏曲。创作于1878年。
这部协奏曲十分著名，它不仅是柴可夫斯基的代表作，还位列“四大小提琴协奏曲”。

## 背景

### 创作前
柴可夫斯基任教于莫斯科音乐学院时，一名女学生安东尼娜·米柳科娃追求他。1877年，两人结婚，但柴可夫斯基很快感到后悔，甚至精神濒临崩溃。婚后两周，他企图自杀，又逃到圣彼得堡。:260

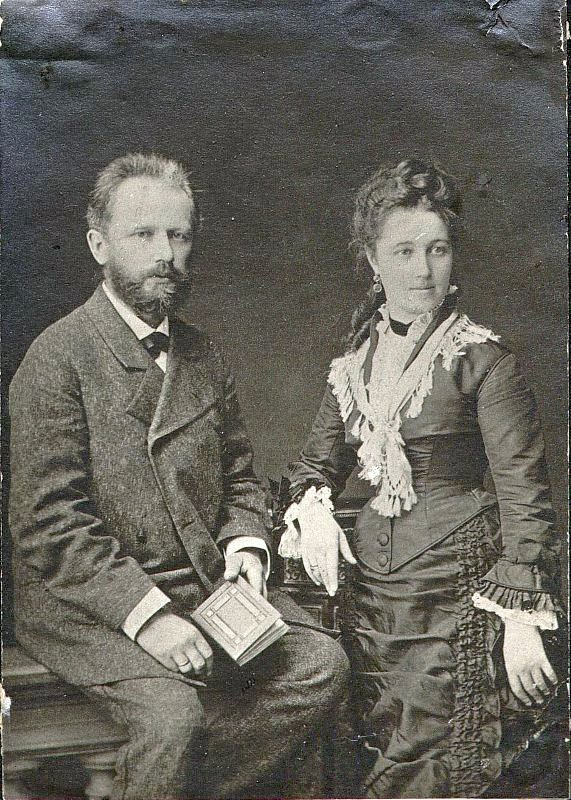
37岁的柴可夫斯基与妻子米柳科娃（摄于1877年）

次年，他来到日内瓦湖畔的瑞士度假胜地克拉朗休养。不久，他的作曲学生、小提琴家约瑟夫·柯泰克也来到了日内瓦湖；:260其时，柴可夫斯基也已于1876年认识了他的赞助人娜杰日达·冯·梅克（梅克夫人）。于是，1878年春天，他逐渐摆脱了婚姻带来的精神危机。
这部作品就写于克拉朗。当时，他正艰难地创作《G大调钢琴奏鸣曲》（Op.37）。柯泰克到来后，两人一起演奏了小提琴和钢琴作品，包括拉罗的小提琴协奏曲《西班牙交响曲》（钢琴伴奏）。这或许激起了柴可夫斯基写这首小提琴协奏曲的灵感。:260柴可夫斯基在给梅克夫人的信中这樣评價《西班牙交响曲》：「它特別有清新感、轻快感，有很多活泼的节奏、优美且极为和谐的旋律。」他又评價拉羅：「他与莱奥·德利布和比才一样，并不追求深刻。他小心翼翼地避免常规，而去寻求新的形式，更多地追求音乐美，而不是像德国人那样遵守既定的传统。」:260-261
柴可夫斯基专家大卫·布朗认为，柴可夫斯基“很可能是在为他自己将要创作的小提琴协奏曲写计划”。:261

### 创作过程
儒略历1878年3月5日（格里历17日），柴可夫斯基搁置了当时一直在创作的《G大调钢琴奏鸣曲》，开始创作《小提琴协奏曲》。这是他第一次在还没完成一部乐曲就开始新创作。“这次，我无法克服为一部协奏曲勾勒出轮廓的欲望，然后我就被它带走，以至于放弃了奏鸣曲的创作。”
3月10日，柴可夫斯基完成了第一乐章。11日，他开始创作第二乐章。14日，他对梅克夫人说，他已经写到了第三乐章，协奏曲很快就会完成。
3月16日，柴可夫斯基写道：“今天我完成了协奏曲。”柴可夫斯基和柯泰克一起演奏协奏曲后，决定重写第二乐章。24日，他写出了新的第二乐章，他认为它“更能和协奏曲的其他两个乐章搭配”。但第二乐章原来的版本被保留下来，成为小提琴和钢琴曲《回忆留恋的地方》（Op.42）的第一乐章。:261另外，那天，他也完成了协奏曲为小提琴和钢琴的编曲。由于柴可夫斯基不是小提琴手，他就独奏部分征求了柯泰克的意见。:484“他为我的协奏曲忙碌时多么用心细致！”柴可夫斯基在完成新的第二乐章那天给他的弟弟安纳托利（俄語：Анатолий）写信：“不用说，如果没有他，我什么都做不了。他十分美妙地演奏它。”:261
3月30日（格里历4月11日），柴可夫斯基完成了总谱。

### 首演

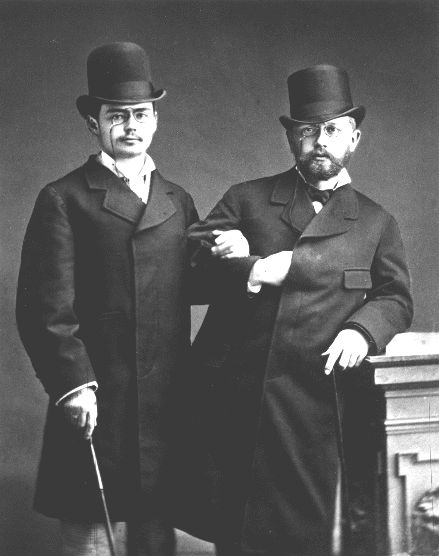
柴可夫斯基（右）与小提琴手柯泰克

柴可夫斯基想把这部协奏曲题献给约瑟夫·柯泰克，但他们害怕这会引起二人关系的流言蜚语，而柴可夫斯基总是竭力掩饰自己的同性恋身份。:297
柴可夫斯基打算让莱奥波德·奥尔（匈牙利語：Auer Lipót）进行首演，并将这部作品献给了他。奥尔认为其需要修改，便搁置在一边。:485-486:129计划于1879年3月10日举行的首演只能取消。:261-262有说法认为，奥尔声称其无法演奏，拒绝了，:261-262:1171912年，奥尔向纽约杂志《音乐信使》（Musical Courier）作出澄清：“我对它的内在价值产生了怀疑……出于纯粹的技术原因，我……重新修改了小提琴独奏部分……。如果说我宣布这首协奏曲的原作无法演奏，那是不正确的。我说的是，有些段落不适合这种乐器的特性。无论如何完美地呈现，它们都不会像作曲家想象的那样好听。仅从这个纯美学的角度来看，我才觉得它无法演奏……”:485-486
1881年12月4日，《小提琴协奏曲》由小提琴家阿道夫‧布罗茨基（時任莱比锡皇家音乐学院教授）担任独奏，汉斯·里希特指揮維也納愛樂樂團首演。然而，首演基本失败。指揮與樂團似乎都不喜歡此曲，首演前仅排练了一次，演出时以十分弱的力度演奏来掩盖错误，仅有小提琴独奏勉强支撑，听众反应也十分冷淡。:487:128:301:9
演出后，这部作品遭到了来自维也纳的恶评，其中奥地利音乐评论家爱德华·汉斯力克的评论最为出名。他说：“小提琴不再是演奏出来的，它被硬生生地拉扯，被撕裂粉碎，被击打得青一块紫一块……柴可夫斯基的小提琴协奏曲第一次使我们可怕地认识到，有些音乐也可以臭得刺痛人的耳朵。”:129据说，柴可夫斯基在很长一段时间把这篇评论放在手边；后来他再也没有写过小提琴协奏曲。:129
布罗茨基不顾蜂拥而至的批评，仍坚持在各地演出这部作品，让它终于获得了成功。柴可夫斯基也于首演当年（1881年）将这部作品改赠给他。:117:128
奥尔则改变了自己的看法，对作品做出修改后亲自演出，并尽力推广，在他的学生中教授这首曲子（他的改编版本）。这些对这部协奏曲的显赫地位起到了很大的作用。:485-486
柴可夫斯基在完成总谱前就完成了为小提琴和钢琴的编曲。第一版由P·于尔根松出版于1879年。柴可夫斯基修改后由D·拉特（D. Rahter）出版，但第一次印刷仍写上了已经撤回的给奥尔的题献。

## 配器
- 木管乐器：
  - 2 长笛
  - 2 双簧管
  - 2 单簧管（A调和B♭调）
  - 2 巴松
- 銅管樂器：
  - 4 圆号（F调）
  - 2 小号（D调）
- 打击乐器：
  - 定音鼓（A和D）
- 独奏小提琴
- 弦乐器（英语：String section）[18][32]

簡記為“2 2 2 2—4 2 0 0—tmp—str”。

## 结构
本协奏曲分为三个乐章：
1. Allegro moderato 中庸的（意大利语：Moderato）快板（D大调）
2. Canzonetta - Andante 短歌（英语：Canzonetta）：行板（g小调）
3. Finale - Allegro vivacissimo 终曲（英语：Finale (music)）：活泼的快板（D大调）

第二和第三乐章中间没有间断（attacca）。
一般演奏大约需要35分钟。

### 第一樂章
中庸的快板，D大調，拍子，奏鳴曲式。規模宏大的第一樂章表現了生活的樂趣。具有俄羅斯民間音樂的寬廣氣息和明朗悠揚的詩意。其主部主題具有動人的歌唱性，體現了俄羅斯歌曲寬廣動人的氣息，仿佛在歌唱青春、生命和大自然。:120
引子弦乐首先进入，紧接着出现暗示着第一主题部分动机的乐句。与第一钢琴协奏曲类似，这段引子再也没有复现。:487:128然后转到独奏小提琴自由段落。:198
呈示部：独奏小提琴奏出如歌的主部主题，经过发展，再在高八度反复，音乐变得热情起来。连接部运用了华丽的模进，并过渡到副部主题。副部主题在属调（A大调）上出现，呈歌谣风，明朗悠扬，旋律出现三次然后再次发展。主题移低八度又继续向上发展，变奏并移给乐队。结束部由小提琴快速跳音和乐队明快的节奏推向展开部。:129:198

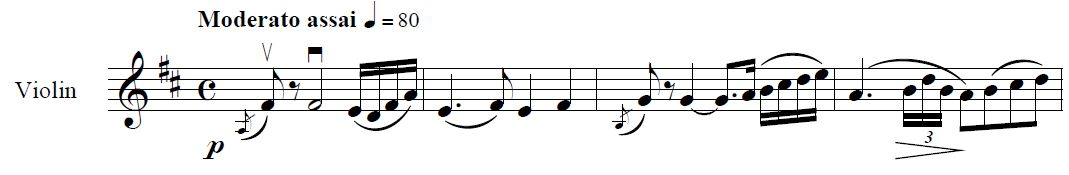
第一乐章主部主题（节录38-41小节）

展开部由第一主题三次再现和华彩部分组成。第一次，主题由乐团铿锵有力地在属调（A大调）上奏出；第二次出现在C大调上，独奏小提琴对第一主题展开变奏，在反复和变化中向前发展，直到转为F大调，进入第三次再现；此时乐团再次全奏，复归进行曲的形象，更加热烈奔放。:129展开部得到充分发展后，进入小提琴华彩部分，为再现部做铺垫。
再现部紧接在在华彩之后。独奏小提琴以颤音结束华彩乐段，在颤音的伴奏下，长笛在D大调奏出主部主题，然后由独奏小提琴复述。连接部转到下属调（G大调），副部主题回到D大调。:130
尾声：独奏小提琴华丽的技巧与乐队洪亮的音响结合，紧张而尖锐，将乐曲推向辉煌的顶峰，表现出贯穿在整个乐章中坚韧的、顽强向上的斗争精神。:130

### 第二樂章
短歌（又称小抒情曲），行板，g小調，3/4拍，三段體。第二乐章充满柔情，清新流畅，宁静平和。其旋律真摯動人，略帶傷感。仿佛從遠處傳來一陣悠揚的歌聲，使人嗅到了大自然清新的氣息。
第一段：木管和圆号平静引入之后，独奏小提琴加上弱音器，第一主题旋律沉着轻柔地出现。几个乐句结束后，长笛和单簧管奏出像回声的乐句，伴有颤音。
第二段：第二主题转为明朗的E大调，激动而愉快，旋律有较大起伏。
第三段：独奏小提琴再现第一主题，此时长笛和单簧管对答，表现得纯粹而又清晰。最后部分运用了半音动机并进一步地推动，采用下行的方式走向低音区，速度减慢，预示着乐章的结束。:130:301

### 第三樂章
终曲，活潑的快板，D大調，2/4拍，迴旋奏鳴曲式。独奏小提琴和管弦乐队的对比竞赛，像个人与群体组合的舞蹈场面，宛如一幅人民歡慶節日的圖畫。
引子出现简短而紧张的音群，接着被沉重的低音阻断，进入独奏小提琴的华彩段落。
第一次：快速的回旋主题是俄國民俗舞曲特雷帕克舞曲，在发展过程中通过变化构成新的动机。副部在A大调上，有两个主题：副部第一个主题速度从慢到快，经过4次变奏之后速度减慢；副部第二主题的调性色彩转为小调，并运用了独奏木管。
第二次：主部主题在D大调简短再现，并转至F大调再现；副部在G大调上再现。
第三次：主部主题在D大调第三次再现，并进入尾声。
尾声则以D大调的主部主题为基础，统一副部材料，继续发展到高潮，最终在大片的和弦声中结束作品。:130-131:301-302

## 改编

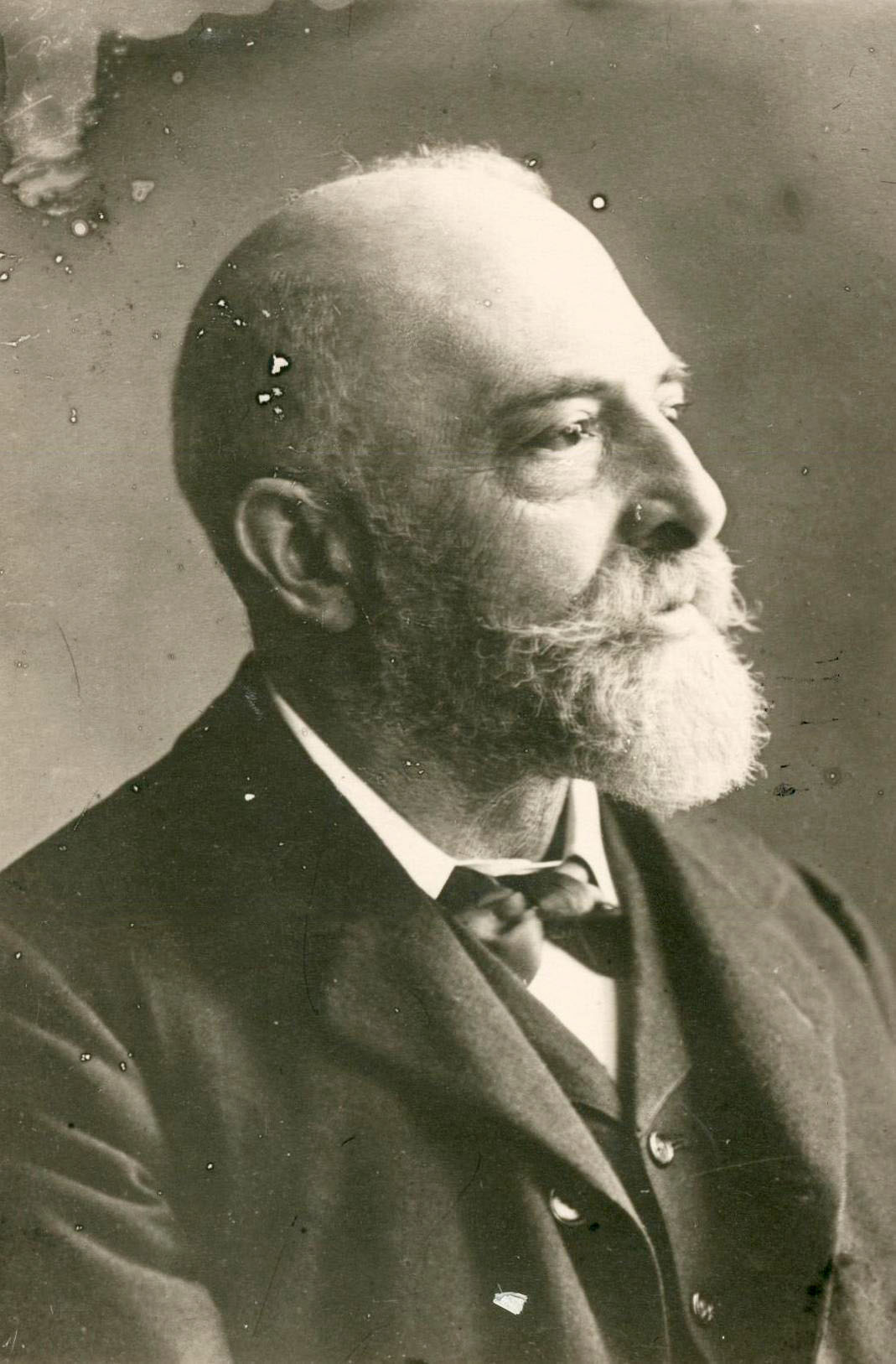
奥尔

奥尔对其部分段落进行修改，并教授他的改编版本，:485-486其改编手法可以分成四类：
- 改写音符和旋律；
- 保持旋律的骨架，进行简化或润色；
- 将旋律作八度变换；
- 删去了部分段落。[24][40]:6-7

第一乐章多为装饰性的改编；第二乐章的两处改编都是移高八度；而第三乐章几乎都是删节。:13-30:7
奥尔的学生（如亚莎·海菲兹、米夏·艾尔曼）完全使用他改编的版本演奏，但也有例外，如海菲兹1957年的演出，第一乐章第125-126小节（以及再现部的对应处）用的是自己的版本。和他们同时代的小提琴家（如大卫·奥伊斯特拉赫、西格提·约瑟夫）也使用了部分奥尔建议修改之处。这些小提琴家的演奏不仅使协奏曲声名远扬，而且扩大了奥尔改编版的影响。
内森·米尔斯坦（奥尔的学生）认为奥尔删去段落很合理。他说：“最主要的一段是第三乐章的那12个小节，柴可夫斯基把一个乐句重复了7遍。如果你在听一盘磁带，你可能以为它卡住了。”:214-215
西格提·约瑟夫忠于柴可夫斯基原版，在评价柴可夫斯基国际音乐比赛要求演奏者只能使用作曲家版本时，说：“因此，在那段令人生畏的三连音段落，L·奥尔把六度双音改成单音的简化版本不能用了，我们就能听到这段的双音原版，有令人兴奋的短跳弓或者鞭弓（法語：'fouetté' détaché），这是胡伯曼、在他之前还有布罗茨基等人演奏的方法。”:98
鲍里斯·施瓦茨认为，奥尔的改编“既不好又无必要”。他评价艾萨克·斯特恩1979年录制的协奏曲版本：“这首协奏曲完全以其原始的美感出现，证明了柴可夫斯基对自己作品的信心。”:38
如今，奥尔改编的版本是这部作品最著名的改编版本，演奏家大都或多或少使用它。
此外，小提琴家弗里茨·克莱斯勒也对作品进行了改写，但流传不广。:11小提琴家、教育者奥塔卡·舍夫契克为这部作品撰写了《柴可夫斯基小提琴协奏曲的分析与练习》（Op.19）。

## 地位和评价
柴可夫斯基的《D大调小提琴协奏曲》是一部著名的小提琴协奏曲，与贝多芬的《D大调小提琴协奏曲》、勃拉姆斯的《D大调小提琴协奏曲》和门德尔松的《e小调小提琴协奏曲》并称“四大小提琴协奏曲”。:127:117同时，它还位列“十大小提琴协奏曲”，有时也被列入“三大小提琴协奏曲”。此外，它还是柴可夫斯基国际音乐比赛小提琴组决赛的必选曲目。
2017年4月，Classical MPR在Twitter上开启“最受喜爱的20首小提琴协奏曲”的投票，柴可夫斯基《小提琴协奏曲》名列第一。
2020年1月，Bachtrack公布了2019年古典音乐的各项统计情况，柴可夫斯基《小提琴协奏曲》为全年演奏次数第二名的管弦乐曲，仅次于贝多芬《第三交响曲》。

### 评价
- 汉斯力克：有那么一阵子这首协奏曲还算是音乐，比例恰当，而且不无才气。但很快地，野蛮占了上风，横肆暴虐直到第一乐章结束。小提琴不再是演奏出来的，它被硬生生地拉扯，被撕裂粉碎，被击打得青一块紫一块。不知是否有人能征服这些可怕的困难，但我确信布罗茨基先生让自己和听众都成为了牺牲品。柔板[註 15]几乎与我们和解，让我们改变对这部作品的不好印象，但它突然过快地结束，让第三乐章带领我们来到粗犷而嘈杂的俄罗斯集市的欢闹中。我们可以看到狂放下流的嘴脸，听到恶语相向的咒骂，闻到劣等白兰地的酒味。弗里德里希·维舍尔（英语：Friedrich Theodor Vischer）在提到某些油画时说“有些画臭得刺痛人的眼睛”，柴可夫斯基的小提琴协奏曲第一次使我们可怕地认识到，有些音乐也可以臭得刺痛人的耳朵。[5][18]:487[25]:129[40][61]
- 奥尔：
  - 在所有文艺界的音乐厅里，在每一个教授正规小提琴演奏的琴房中，（这部协奏曲）都占有一席之地。[註 16][30]:13-30[62]
  - 这部协奏曲走向了世界，这是最重要的。不可能让所有人都满意。[註 17][18]:485-486[23]
- 安婕·薇特哈斯：了解作曲家的背景和性格是很重要的。并非所有的作品都和个人有关，但在这部作品中，你能听到，困在无爱的婚姻中，他陷入了抑郁的危机。[註 18][63]
- 奥古斯丁·哈德利希（英语：Augustin Hadelich）：它是小提琴曲目中最折磨人的协奏曲。它自始至终情感强烈，即使在轻柔的片段中也是如此；巨大的技术挑战，对体力也有要求。演奏这部作品前，我总要热身至少45分钟，慢慢练习棘手的乐段，直到我感到舒适为止。[註 19][63]
- 陈锐：柴可夫斯基的《小提琴协奏曲》受到芭蕾的很大影响。想想《胡桃夹子》、《天鹅湖》、《睡美人》，协奏曲的大部分像是舞蹈，每个故事中都有一个主角。我敢说，这个主角一定是英雄的冒险家，他高尚，他骄傲，还有自我反省的时候。[註 20][63]
- 約夏·貝爾：我们都在试着去弄明白作曲家想要表达什么，这是个有待解决的大谜团，但同时，他确实告诉了我们的，有八成我们常常忽略了！[註 21][63]
- 伊扎克·帕尔曼：困难有两种：技术上的，你可以通过练习解决；还有不适。演奏柴可夫斯基是不舒服的，无论你练习多少。[註 22][63]
- 麗莎·巴蒂亞什維利：我从音乐中听到，音乐背后的人相当脆弱，而同时他仍在努力把生活中的美带到音乐中。因为无论生活中发生了什么，我们最终都在寻找美。[註 23][64]

## 电影中的應用
- 在1947年电影《卡耐基音乐厅（英语：Carnegie Hall (film)）》中，亚莎·海菲兹演奏第一乐章，弗里兹·莱纳指挥纽约爱乐乐团，但部分段落有删节。[65][66]
- 在2002年电影《和你在一起》中，主人公刘小春在结尾演奏了这部协奏曲。[39][67]
- 在2009年法国喜剧电影《交响人生（英语：Le Concert）》中，协奏曲起到了关键作用，并在最后一幕中演奏。[39][68]